# Safia El Aaddam
Safia El Aaddam (Tarragona, 1995) es una filóloga, escritora y activista antirracista española y amazigh, conocida en redes sociales como hijadeinmigrantes. Ha publicado dos libros, la novela Hija de inmigrantes (2022) y el ensayo España ¿racista? (2024).

## Biografía
Nació en Tarragona en 1995. Sus padres emigraron de Marruecos a Cataluña en los años ochenta. Estudió filología árabe y hebrea en la Universidad de Barcelona, además de un máster en Intervención Social y Atención a la Infancia y Adolescencia, por el que ejerce de educadora social con jóvenes migrantes.

### Trayectoria activista
A pesar de haber nacido y residiendo en España por más de dos décadas no fue hasta cumplir los 27 años que consiguió tener la nacionalidad española, lo que la ha llevado a denunciar la discriminación y el racismo que sufren los hijos e hijas de personas migrantes a través de su alias, "hijadeinmigrantes", que es el nombre que usa en su blog y en redes sociales y que, además, da nombre a su primer libro.
Ha impulsado iniciativas de solidaridad entre personas con nacionalidad española reconocida y personas sin nacionalidad reconocida como “Te cedo mi voto”, para facilitar que personas sin nacionalidad española puedan votar en las elecciones; “Te cedo una cita”, para denunciar la dificultad de acceder a citas en extranjería o “Compra antirracista”, con la que se atendió a más de 3.000 personas en todo el Estado durante el confinamiento originado por la pandemia de covid. También ha escrito artículos sobre diferentes temas relacionados con el racismo en periódicos digitales como Catalunya Plural y la revista IDEES.

## Obra
Hija de inmigrantes (2022) fue su primera novela, un relato de ficción en clave autobiográfica, en el que se abordan las experiencias de tres generaciones. Se representan el duelo y la nostalgia de las familias que emigran, los sueños y la esperanza por encontrar un mejor futuro para sus criaturas y también el choque de expectativas entre unas generaciones y otras y las posibilidades reales que ofrece el entorno excluyente, así como su impacto en la salud mental.
En 2024 publicó el ensayo titulado España ¿racista? (2024) donde profundiza en las raíces del racismo sistémico y explica cómo espacios que deberían ser seguros (escuelas, centros de salud o los servicios sociales), son en realidad en grandes enemigos para colectivos vulnerables.

## Premios y reconocimientos
- En 2022, Mujer Hoy la reconoció como una de las 50 mujeres de la Generación Next, una selección de talentos jóvenes de todos los ámbitos.[17]
- En 2025 recibió el Premio a la Igualdad en la II edición de los Premios Jóvenes infoLibre.[18]